# Historia pedagógica
La historia pedagógica es la "Historia clínica" en educación. Es una carpeta, compuesta de varias fichas o páginas donde se consignan y acumulan todos los datos, medidas e informes que se refieren al educando y sus circunstancias ambientales, configurada por las interacciones que se dan entre él y los distintos contextos (comunidad, familia, escuela), por lo que también se le denomina ficha biosicosociopedagógica. El alumno tiene tras de si una experiencia que puede determinar en gran medida la forma en que realiza los aprendizajes. Son elementos de la historia de aprendizaje:
- Problemas de adaptación.
- Si ha recibido servicios de atención temprana.
- Momento de diagnóstico de los posibles déficits del alumno.
- Áreas en las que presenta dificultades.
- Evolución e intervenciones con él en los cursos anteriores.
- Adaptaciones curriculares realizadas en los cursos anteriores.
- Posibles sistemas alternativos o aumentativos de comunicación que emplea.

La historia permite la identificación de cada estudiante, el diagnóstico de la estructura de su personalidad y el trazado del proyecto educativo para el desarrollo de su inteligencia e integración a la sociedad. Conocer la historia de aprendizaje de un alumno sirve para identificar sus posibles necesidades educativas especiales.

## Anamnesis
La Anamnesis resume las condiciones biólógicas, etapas evolutivas, los fundamentos éticos y religiosos, las apreciaciones subjetivas del educando sobre su vida. Los antecedentes familiares, factores familiares predisponentes, composición familiar e incidencia en su rol social de hijo.

## Componente biométrico

Relación entre peso y talla.

Se abre con las medidas auxológicas (peso, talla, perímetro torácico, perímetro abdominal, espirometría, dinamometría, cefalometría), los índices biométricos y el biotipo constitucional. Estesiometría, análisis de los sentidos: tacto, vista, oído, gusto y olfato.
Incluye además el potencial identificado en las capacidades físicas del educando. La ficha se cierra con un diagnóstico de la condición física con base en el test de Cooper y de la interpretación de las medidas antropométricas. La relación entre peso y talla permite calcular el índice de masa corporal e identificar el estado nutriciónal. Dinamometría por bajo del peso señala debilidad nerviosa; dinamometría por encima del peso indica debilidad fisiológica y nerviosa, por falta de inhibición de los centros nerviosos.

## Componente psicométrico
Inicialmente se centra en el análisis de la psicomotricidad entendida como el control mental de la expresión motora, para identificar posibles trastornos de coordinación, lateralidad y relaciones espacio-temporales. Uno de los instrumentos a utilizar es el test de Bender. La mente de los estudiantes se analiza en lo referente a la capacidad intelectual y la capacidad para resolver problemas.
El test de Binet y Simon permite calcular el cociente intelectual. Se considera que una prueba es característica de una edad mental determinada si es resuelta por la mayoría de estudiantes que tienen esa edad cronológica y si no lo consiguen la mayoría de los que tienen la edad inmediatamente inferior. La comparación entre edad mental y la edad cronológica permite comprobar si el niño tiene un avance o retraso intelectual en relación con el término medio. Un puntaje entre 90 y 109 es normal, superior a 160 es genial e inferior a 49 es de imbécil.
Otros tests psicométricos permiten evaluar las aptitudes.

## Componente psicosocial
Análisis de la motivación del educando que proyecta su comportamiento escolar y social.

## Componente psicotécnico
Estudio de las condiciones y competencias para el ejercicio laboral.

## Síntesis de personalidad
Una personalidad es un ser humano totalmente integrado cuyos componentes físico, emocional y mental se fusionan y en consecuencia funcionan como uno sólo y así se subordina a su espíritu emprendedor, llamado también fuerza de voluntad.
Cuando se alcanza la integración de la personalidad surge la dificultad de conflicto en su conciencia moral [cita requerida].

## Fuerzas del Yo
El Yo designa todas aquellas fuerzas intrapersonales que constantemente se esfuerzan por equilibrar las diversas y a veces conflictivas motivaciones de la persona, con otro ser humano o con las exigencias del mundo externo. Tales fuerzas están en relación directa con la mente estratégica, con la capacidad para solucionar problemas de manera creativa. Toda inteligencia predispone a que la personalidad tenga ciertas debilidades y fortalezas y es su principio limitador, dotándola de capacidad. La elaboración de una matriz DOFA facilita la correlación de las fuerzas de inhibición interna como son los principios éticos, los juicios de valor y la fuerza de voluntad contraria a la sensualidad, con las fuerzas de inhibición externa como son la familia, los amigos en la comunidad y el ambiente escolar. A partir de tal correlación se definen estrategias de mejoramiento personal.

## Proyecto de Educabilidad
Finalmente se estructura un proyecto de mejoramiento del carácter con los defectos a corregir y virtudes a adquirir. La virtud se hace evidente en el espíritu de colaboración hacia los congéneres de forma altruista, comprensiva y con total olvido de sí mismo. La educabilidad es la que le permite al educando interesarse por el conocimiento como uno de los primeros efectos del dominio de la inteligencia.